# Das verlorene Lachen
Das verlorene Lachen (auch: Das verlorne Lachen; Arbeitstitel: Das Sängerfest) ist eine Novelle von Gottfried Keller, die, 1874 beendet, im Herbst desselben Jahres als „Schlußstein“ im zweiten Teil des Novellenzyklus Die Leute von Seldwyla bei Göschen in Stuttgart erschien. In einem Brief an Emil Kuh schrieb der Autor am 6. Dezember 1874: „Es sind konkrete hiesige Zustände darin, die jedermann in der Schweiz sogleich erkennt.“
Über einer Ehekrise vergeht einem Paar – Jukundus und Justine – das Lachen. Indem das Ehepaar sich wiederfindet, gewinnt es dieses Lachen wieder.

## Handlung
1
Mit seinem Fahnenträger Jukundus Meyenthal an der Spitze zieht der Seldwyler Männerchor des Morgens durch den herrlichen sommerlichen Wald an das Ufer eines nicht benannten Sees, dessen Ähnlichkeit mit dem Zürichsee allerdings auf der Hand liegt. Auf dem Sängerfest am Seeufer führt der junge Jukundus „mit freudeheller und doch gemäßigter Baritonstimme“ seine Mitstreiter bei den Wettgesängen der Chöre zum Erfolg. Für die Darbietung ihres Beitrages „Veilchens Erwachen!“ erhalten die Seldwyler Männer von der Jury ein Ehrengeschenk. Zudem lernt Jukundus bei dieser Gelegenheit die schöne Justine Glor und deren Familie in Schwanau am Ufer des genannten Sees kennen. Der in der Seidenweberei vermögend gewordenen Großfamilie Glor kann Jukundus nicht das Wasser reichen. Er lebt in Seldwyla bei seiner Mutter. Deren von auswärts mitgebrachtes Vermögen ist fast aufgebraucht. Jukundus hat ohne Erfolg erst in einem Ingenieurbüro und dann bei einem Kaufmann gearbeitet. Schließlich hat er es in den Schweizer Streitkräften zum Hauptmann gebracht. Mit seiner Besonnenheit und Erfahrung als gestandener Offizier kann er dem Lieutenant Glor, einem der Brüder Justines, aus einer ärgerlichen Duell-Patsche helfen. Besser als mit Justines reichen Eltern und stolzen Geschwistern kommt Jukundus mit ihren immer noch einfach lebenden Großeltern aus. Diese bewohnen ein eigenes Anwesen auf einer Anhöhe über Schwanau. Die Gegend hatte vormals bereits ein Reisender namens Göthe gelobt. Manchmal suchen Justine und Jukundus die beiden hochbetagten, noch ziemlich rüstigen Leute auf.
2
Das junge Paar heiratet und wohnt fortan in Seldwyla bei Jukundus’ Mutter. Jukundus quittiert den Militärdienst und wird Holzhändler. Mit dem damit verbundenen Kahlschlag um Seldwyla herum kommen bei Jukundus die Gewissensbisse. Als grundehrlicher Mann ist der unerfahrene neue Händler dem harschen Gebaren der Geschäftsfreunde nicht gewachsen. Finanziell zugrunde gerichtet, macht der rücksichtsvolle Unternehmer Jukundus Schluss mit der „Baumschlächterei“ und kommt mit seiner Justine bei deren Großeltern auf dem Schwanauer „Hochsitz“ unter. In das Seidenweber-Geschäft der Schwiegereltern eingestiegen, versagt Jukundus – viel zu vertrauensselig im rauen Geschäftsalltag – abermals finanziell.
Justine engagiert sich im „wunderlichen Reformwerke“ des Pfarrers von Schwanau. Die junge Frau steigt zu den „Hauptstützen“ des Geistlichen auf. Ungeachtet dessen predigt der Pfarrer rückhaltlos offen von der Kanzel herab gegen Jukundus’ Ansichten von Religion und Kunst. Während der Predigt kann keiner widersprechen, doch hinterher im kleineren Kreis gibt Jukundus überhaupt nicht klein bei. Diese Kontroverse, erbittert debattiert im Beisein der entsetzten Justine, löst das Zerwürfnis der Eheleute aus. Keller schreibt: „Von diesem Augenblicke an war aus dem Gesichte der beiden Ehegatten jenes anmutige und glückliche Lachen verschwunden, so vollständig, als ob es niemals darin gewohnt hätte.“
3
Jukundus begibt sich in die Landeshauptstadt und kommt bei einem Unternehmer – ein ehemaliger militärischer Vorgesetzter – unter. Vergeblich wartet er auf ein Zeichen der Versöhnung aus Schwanau. Justine schweigt. Zum ersten Mal wird Jukundus die Grundehrlichkeit nicht zum beruflichen Hindernis. Der unselbständige Unternehmer Jukundus führt nun unter einem Vorgesetzten – wie damals beim Militär – gleichsam dessen Befehle aus. Allerdings verrennt er sich beim hauptstädtischen Politisieren. Er schließt sich Denunzianten an, die sich insbesondere ehrbare Bürger vornehmen.
Eine „grimmige“ transatlantische Wirtschaftskrise erschüttert und ruiniert schließlich das renommierte und ehemals so reiche Haus Glor. Justine verlässt Schwanau und möchte in der Landeshauptstadt als Lehrerin unterkommen.
4
Im letzten der vier Kapitel überrascht Keller den unvorbereiteten Leser mit dem Deus ex machina Ölweib, einer „Sibylle der Verleumdung“. Gemeint ist die Nebengeschichte von der Glorschen, tiefgläubigen Seidenweberin Ursula und ihrer fleißigen Tochter Agathchen. Im Gegensatz zu den anderen, mehr berechnenden Seidenwebern hat Ursula ein Einsehen mit der krisengeschüttelten Kapitalistenfamilie Glor. Ursula kündigt freiwillig und geht mit der Tochter in die Landeshauptstadt. Der Seidenherr Glor weist den Damen allerdings dort ein Häuschen als Unterkunft zu, das auch vom Ölweib bewohnt wird. Auseinandersetzungen – zwar nicht mit der sanftmütigen, gichtbrüchigen Ursula, wohl aber mit deren Besuchern – lassen nicht lange auf sich warten: Neugierig, wie Jukundus nun einmal ist, sucht er – mit einem „Verzeichnis anzuschwärzender Biederleute“ in der Westentasche – das von seinen politischen Freunden vielzitierte Ölweib auf. Die anreisende Justine besucht ihre Bekannten Ursula und Agathchen. Justine ist nach einer Weile von Ursula, die im Ruf einer Heiligen steht, enttäuscht.
Zufällig begegnet Justine in Ursulas Behausung ihrem Jukundus. Die Gatten fallen sich um den Hals, aber das Lachen will noch nicht wiederkommen. Zunächst geht das Paar „in tiefem Ernste“ nebeneinanderher. Aber dann in Schwanau, bergan auf dem Weg zu Justines Großeltern, kehrt „das verloren gewesene Lachen in ihre Gesichter zurück“. Sie herzen und küssen sich. Jukundus fordert von seiner Frau, sie solle auf der Stelle das Wort aussprechen, mit dem sie ihn nach der Auseinandersetzung in Glaubensdingen beleidigte und vertrieb. Das „gröbliche Liebchen“ Justine wiederholt folgsam „Lumpazi!“ und bedauert insgeheim die frühere Anhänglichkeit an den „Kirchenmann“. In der Stadt lebt das Paar fortan glücklich und bekommt zwei Kinder. Sohn und Tochter werden Justus und Jukunde genannt.
Der Schwanauer Pfarrer „war dann froh, durch Jukundis Vermittlung in ein weltliches Geschäft treten zu können, in welchem er sich viel geriebener, und brauchbarer erwies, als Jukundus selber einst in Seldwyla und Schwanau getan hatte; denn er, der Pfarrer, glaubte nicht leicht, was ihm einer vorgab.“

## Selbstzeugnisse
- Gottfried Keller kündigte am 6. Januar 1873 in einem Schreiben an Adolf Exner die Geschichte als „sehr moralisch“ an.[13]
- Keller widersprach der Kritik Vischers (siehe unten) in einer Erwiderung vom 29. Juni 1875 nicht, sondern gab „tendenziösen, langweiligen Anstrich“ zu und erwähnte die Ausfälle Heinrich Langs von der Kanzel herab gegen den antiklerikalen Text.[14]

## Rezeption
Äußerungen aus dem 19. Jahrhundert
- Friedrich Theodor Vischer bemängelte 1874 in der Augsburger Allgemeinen Zeitung das für einen Nichtschweizer eventuell schwerverständliche Lokalkolorit.[15]
- Berthold Auerbach[16] (Rezension vom 10. Juni 1875 in der Deutschen Rundschau) bescheinigte saubere und glaubhafte Ausführung und „erquickte“ sich an der Darstellung des Religiösen und Politischen. Allerdings sei manches zu dick aufgetragen; zum Beispiel die Begebenheiten um das Ölweib. Auerbach lobte Keller, weil dieser das Gewicht auf die Zeichnung der Charaktere gelegt habe. Denn ein anderer hätte vielleicht stattdessen die Vorgänge in der Seidenweberei ausgemalt.
- Am 30. September 1879 wurde in dem Feuilleton „Ein nachhaltiger Rachekrieg“ in der Neuen Zürcher Zeitung gegen den Text polemisiert.[17]

Neuere Äußerungen
- Das „Wegelied“, gleich zu Beginn des ersten Kapitels von Jukundus im Wald gesungen, nimmt Peter Sprengel[18] als „optimistisch-verklärenden“ Ausweis für den republikanischen Schweizer Demokraten Gottfried Keller.
- Gewisse Textpassagen eruieren ausführlich Glaubensfragen[19]. Ermatinger schreibt zur Glaubenshaltung Kellers: „Für ihn gab es kein persönliches Fortleben mehr, und in der Frage der Existenz Gottes beschränkte er sich nun auf das Bekenntnis des Nichtwissens.“[20] Einige Interpreten, so zum Beispiel Neumann[21], führen in diesem Kontext Ludwig Feuerbach als Kellers Leitbild an: Kompromisslose Religionskritik erwecke die abgestorbene Humanitas wieder zum Leben.
- Gerhard Kaiser[22] kritisiert „das dünne novellistische Gerüst“ sowie „das Diffuse“, womit die Diskrepanz zwischen der Familiengeschichte Meyenthal-Glor und der massiven Gesellschaftskritik gemeint ist.[23]
- Die sprechenden Familiennamen der beiden Hauptfiguren – Meyenthal und Glor – stünden für „schöne Natur und gesellschaftliche Geltung [Glor(ia)]“.[24] Lumpazi bedeute „verkommener Kerl“ und lasse sich mit Lumpazivagabundus assoziieren.[25]
- Thomas Böning weist auf Symmetrien, auf Komplementäres in der ganzen Sammlung hin. Den ersten gegen den letzten Text der Sammlung gestellt, trete „das verlorene Schmollen“ gegen das „wiedergewonnene Lachen“ hervor.[26] Keller habe den Text ein wenig mit der Religiosität Justines sowie den politischen Irrungen und Wirrungen Jukundus’ überfrachtet.[27]
- Diana Schilling zitiert Kellers Charakterisierung von Seldwyla als den Ort, „in welchem noch nie Einer auf einen grünen Zweig gekommen“[28] ist. Der Autor nehme das Ölweib als Sündenbock der Schweizer Gesellschaft, repräsentiert durch die Seldwyler, die „korrupt, erfolglos, intrigant und vor allem mittelmäßig“ seien.[29]
- Weiterführende Stellen nennt Bernd Breitenbruch[30]: Fritz Behrend (Berlin 1937), Walther Hahn (The Modern Language Quarterly[31] 22 (1961)), Larry D. Wells (The German Quarterly 46 (1973)) und Jean Marie Paul (Études germaniques 36 (1981)).

### Erstausgabe
- Das verlorene Lachen. In: Die Leute von Seldwyla. Erzählungen von Gottfried Keller. Zweite vermehrte Auflage in vier Bänden. G. J. Göschen’sche Verlagsbuchhandlung, Stuttgart 1874[32]

### Verwendete Ausgabe
- Das verlorene Lachen. S. 499–595 in: Thomas Böning (Hrsg.): Gottfried Keller. Die Leute von Seldwyla. Deutscher Klassiker Verlag im Taschenbuch. Band 10, Frankfurt am Main 2006, ISBN 3-618-68010-4 (entspricht „Gottfried Keller, Sämtliche Werke in sieben Bänden“ (am selben Verlagsort vom selben Herausgeber))

### Sekundärliteratur
- Bernd Breitenbruch: Gottfried Keller. Rowohlt, Reinbek bei Hamburg 1968 (Aufl. 1998), ISBN 3-499-50136-8
- Das verlorene Lachen. S. 156–165 in: Bernd Neumann: Gottfried Keller. Eine Einführung in sein Werk. Athenäum Verlag, Königstein/Ts. 1982 (AT 2170), ISBN 3-7610-2170-4
- Der richtige Schluß – Das verlorene Lachen. S. 132–135 in: Diana Schilling: Kellers Prosa. Peter Lang Verlag, Frankfurt am Main 1998, ISBN 3-631-34190-3. Zugleich Diss. Uni Münster (Westfalen) anno 1996
- Peter Sprengel: Geschichte der deutschsprachigen Literatur 1870–1900. Von der Reichsgründung bis zur Jahrhundertwende. Beck, München 1998, ISBN 3-406-44104-1
- Der „Schlußstein“ des Zyklus. Das verlorene Lachen. S. 94–99 in: Rolf Selbmann: Gottfried Keller. Romane und Erzählungen. Erich Schmidt Verlag, Berlin 2001 (Klassiker-Lektüren Bd. 6), ISBN 3-503-06109-6